# Roy Redgrave
George Ellsworthy „Roy“ Redgrave (* 26. April 1873 in Kennington, Borough of Lambeth, South London; † 25. Mai 1922 in Sydney, Australien) war ein englischer Bühnen- und Stummfilmschauspieler. Redgrave wird als der Begründer der Schauspielerfamilie Redgrave angesehen.

## Leben und Karriere
Roy Redgraves Urgroßvater, Thomas Redgrave, war ein wohlhabender Schumacher in Northampton, wo die Lederindustrie blühte. Er und seine Frau Mary hatten zwölf Kinder. Seine Eltern waren George Augustus Redgrave und die Schauspielerin Zoe Beatrice Elsworth Pym. Roy war das älteste von fünf Kindern. Zusammen mit seiner Schwester Dolly stand er bereits als Jugendlicher in lokalen Laientheatern auf der Bühne. Der Tod seines Vaters im Alter von nur 30 Jahren im Jahr 1881 zwang den achtjährigen Roy dazu, als Barbiergehilfe zu helfen, die vier jüngeren Geschwister durchzubringen. Als seine Mutter ein zweites Mal heiratete, begann Redgrave, seine Karriere als Schauspieler zielstrebiger zu verfolgen. Auch sein Bruder Christopher hatte eine Liebe für dieses Metier und wurde Inspizient des Surrey Theatre.
Roy war athletisch gebaut und verfügte über beträchtlichen Charme. Er wurde nicht nur ein Experte bei jeder Art von Theaterstunts, indem er Kämpfe inszenierte, die gefährlich schienen, sondern beherrschte auch das Handwerk der Verführung, ein Talent, das er auch im realen Leben besaß. Am Westendtheatre war er in den 1890er-Jahren als Charakterdarsteller zu sehen, ebenso am Britannia–Theatre in Hoxton, daraus resultierte auch sein Ruf als „The Dramatic Cock of the North“. Er wurde als Londons beliebtester Schauspieler gefeiert.
1894 heiratete Redgrave Ellen Maud Pratt, die ebenfalls Schauspielerin wurde und ihren Namen in Judith Kyrle änderte. Von ihrem wohlhabenden Vater wurde sie mit einer großzügigen Mitgift ausgestattet. Zwischen 1895 und 1898 bekam das Paar drei Kinder. Redgrave taugte jedoch nicht zum Ehemann und zur Häuslichkeit und blieb ein Schürzenjäger, der stets in weiblicher Gesellschaft gesichtet wurde.
1903 traf Redgrave die Schauspielerin Esther Mary Cooke, die Mitglied einer erfolgreichen Zirkustruppe war. Nachdem sie sich vom Trapez verabschiedet hatte, um ebenfalls Schauspielerin zu werden, änderte sie ihren Namen in Ettie Carlisle. In einem Theaterstück spielte sie an der Seite von Redgrave. Sie wurden ein Liebespaar. Judith Kyrle drohte ihrem Ehemann und seiner Geliebten damit, deren Karrieren zu zerstören. Carlisle wandte sich von ihm ab, da er sein Versprechen, seine Ehe aufzulösen und sie zu heiraten, nicht hielt und heiratete noch im selben Jahr in Kapstadt den Schauspieler William Arthur Parrett, Künstlernamen Cecil Clayton. Redgrave konnte sie jedoch dazu bringen, mit ihm zurück nach England zu kommen.
Wieder in seinem Heimatland spielte Redgrave erfolgreich den berüchtigten Kapitän Starlight in einer Bühnenfassung des klassischen australischen Romans Robbery Under Arms von Rolf Boldrewood und bekam bald darauf ein Rollenangebot vom Standard Theater Shoreditch in dem Stück Das Mädchen, das die falsche Abzweigung nahm, einem Drama mit einer moralischen Botschaft. Danach spielte er in The Stage die Rolle des Jack Livingstone. Eine der wenigen klassischen Rollen seiner Karriere war die des Mercutio in Shakespeares Tragödie Romeo und Julia. Mehrfach spielte er mit der schönen und respektierten Schauspielerin Minnie Tittell Brune zusammen, die zu den wichtigsten Schauspielerinnen an australischen Bühnen zählte. Brune war glücklich verheiratet, Redgraves Charme versagte bei ihr.
Redgraves Ehe mit Judith Kyrle wurde im Jahr 1905 geschieden, auch wenn immer wieder Gerüchte aufkamen, dass es eine solche Scheidung nie gegeben habe. Im National Archiv des Vereinigten Königreichs soll jedoch eine Urkunde liegen, die das Gegenteil beweist.
Aus der 1907 geschlossenen Ehe mit der Schauspielerin Margaret „Daisy“ Scudamore ging der Sohn Michael Redgrave (* 20. März 1908; † 21. März 1985) hervor, der ebenfalls Schauspieler wurde. Redgrave erhielt 1908 ein Angebot von William Anderson, der gerade ein Theater in Melbourne eröffnet hatte. Im Dezember ging Redgrave nach Australien, im Sommer 1909 folgte Scudamore ihm mit dem Sohn Michael. Da es für das Ehepaar dort ziemlich schlecht lief, kehrte Scudamore 1911 mit Michael nach England zurück. Sie sahen sich nie wieder. Als Redgrave im Mai 1922 im Alter von 49 Jahren in Sydney starb, begrub man ihn dort anonym. Nachdem seine Enkelin Lynn seine Grabstätte im Jahr 1980 ausfindig machen konnte, bekam das Grab einen Grabstein mit der Aufschrift Roy Redgrave, Schauspieler.

## Filmografie
- 1911: The Christian
- 1913: Transported
- 1913: The Sick Stockrider
- 1913: The Road to Ruin
- 1913: The Reprieve
- 1913: The Remittance Man
- 1913: Moondyne
- 1913: The Crisis
- 1917: Our Friends the Hayseeds
- 1920: Robbery Under Arms